# أدولف هافنر
أدولف هافنر (بالألمانية: Adolf Hafner)‏ هو لاعب هوكي الجليد نمساوي، ولد في 1926.

## وصلات خارجية
- أدولف هافنر على موقع EliteProspects.com (الإنجليزية)
- أدولف هافنر على موقع أوليمبيديا (الإنجليزية)